# هربرتس كوكرز
هربرتس كوكرز (17 مايو 1900 - 23 فبراير 1965) كان طيار لاتفي ونائب قائد وحدة أريس كوماندو التي تورطت في عملية قتل جماعي ليهود لاتفيا كجزء من الهولوكوست، على الرغم من إن كوكرز لم يحاكم أبداً إلا أن العديد من روايات شهود العيان ربطته بتهم جرائم حرب. في 23 فبراير 1965 أٌغتيل من قبل عناصر تابعة للموساد.